# Cryptocentrus malindiensis
Cryptocentrus malindiensis är en fiskart som först beskrevs av Smith, 1959.  Cryptocentrus malindiensis ingår i släktet Cryptocentrus och familjen smörbultsfiskar. Inga underarter finns listade i Catalogue of Life.